# Haas VF-16
Chronologie des modèles (2016)
Haas VF-17
La Haas VF-16 est la première monoplace de Formule 1 engagée par l'écurie américaine Haas F1 Team dans le cadre du championnat du monde de Formule 1 2016. Elle est pilotée par le Français Romain Grosjean et par le Mexicain Esteban Gutiérrez.

## Création de la monoplace
En avril 2014, la FIA retient le projet d'écurie de Haas F1 Team à la suite d'un appel d'offres pour participer à la saison 2015 de Formule 1. Haas annonce ensuite le report de son engagement à 2016 et hésite sur son implantation en Caroline du Nord ou en Grande-Bretagne,,. Après le rachat des locaux de Marussia F1 Team, Haas s'installe à Banbury, en Angleterre.
Gene Haas, le patron de l'écurie, annonce avoir fait appel à Dallara pour la construction de ses premières monoplaces, avant d'envisager de les concevoir en autonomie dans le futur. De plus, Haas F1 Team conclut un partenariat technique avec la Scuderia Ferrari qui lui fournit le bloc moteur, la boîte de vitesses et autant de pièces aérodynamiques que le règlement de la Formule 1 le permet.
En janvier 2015, Dallara et Haas commencent à travailler sur le châssis de la nouvelle monoplace ; le constructeur italien élabore le premier châssis et les modèles destinés à être développés dans la soufflerie de Ferrari. Günther Steiner, le directeur de l'écurie, se donne pour objectif de figurer dans le milieu de peloton et de marquer ses premiers points dès 2016.
Le châssis est dévoilé sur Internet le 21 février 2016, après que Romain Grosjean a fait un tour de piste du circuit de Barcelone la veille. Nommée VF-16, son nom fait référence à la VF-1, la première machine-outil conçue par Haas Automation en 1988 ; le V signifie « vertical », auquel a été ajouté F1 : la lecture dans ce sens signifie « very first one ». Alors que Gene Haas envisageait d'arborer une livrée jaune, la VF-16 utilise une livrée grise, rouge et blanche, à l'instar des machines-outils de l'entreprise,.
Sur un plan technique, la VF-16 présente de nombreuses similitudes avec la Ferrari SF16-H. En effet, le museau arrondi des deux monoplaces sont semblables, bien que celui de la VF-16 soit plus court. Les piliers de l’aileron avant, copié sur la Ferrari SF15-T ont été sculptés afin de diriger le flux d’air autour des dérives latérales avant ornées de déflecteurs. Les dérives latérales, elles aussi semblables à celles utilisées par la Scuderia Ferrari, voient leurs sections secondaires fixées sous le châssis. La VF-16, à l'instar de la SF16-H, possède de nombreuses ouïes de refroidissement tandis qu'une ailette a été placée sur le capot moteur pour diriger le flux d'air vers l'aileron arrière. En outre, elle dispose de dérives d'aileron arrière à deux fentes. Plus spécifiquement, la VF-16 est dotée d'un essieu arrière soufflé afin que l'ensemble de la monoplace soit en harmonie avec l'aileron avant. Les entrées d'air des pontons sont larges pour favoriser le refroidissement du moteur. La boîte à air, conventionnelle, est divisée en deux parties : la partie supérieure dirige l'air vers le moteur électrique et les radiateurs d'huile et de boîte de vitesses tandis que la partie inférieure oriente le flux vers l'entrée d'air du moteur thermique. La disposition des radiateurs et de l'échangeur de température a permis de resserrer l'arrière de la monoplace.

## Résultats en championnat du monde de Formule 1
| Saison | Écurie       | Moteur                    | Pneus   | Pilotes           | Courses | Courses | Courses | Courses | Courses | Courses | Courses | Courses | Courses | Courses | Courses | Courses | Courses | Courses | Courses | Courses | Courses | Courses | Courses | Courses | Courses | Points inscrits | Classement |
| Saison | Écurie       | Moteur                    | Pneus   | Pilotes           | 1       | 2       | 3       | 4       | 5       | 6       | 7       | 8       | 9       | 10      | 11      | 12      | 13      | 14      | 15      | 16      | 17      | 18      | 19      | 20      | 21      | Points inscrits | Classement |
| ------ | ------------ | ------------------------- | ------- | ----------------- | ------- | ------- | ------- | ------- | ------- | ------- | ------- | ------- | ------- | ------- | ------- | ------- | ------- | ------- | ------- | ------- | ------- | ------- | ------- | ------- | ------- | --------------- | ---------- |
| 2016   | Haas F1 Team | Ferrari Type 061 V6 Turbo | Pirelli |                   | AUS     | BAH     | CHI     | RUS     | ESP     | MON     | CAN     | EUR     | AUT     | GBR     | HON     | ALL     | BEL     | ITA     | SIN     | MAL     | JAP     | USA     | MEX     | BRÉ     | ABU     | 29              | 8e         |
| 2016   | Haas F1 Team | Ferrari Type 061 V6 Turbo | Pirelli | Romain Grosjean   | 6e      | 5e      | 19e     | 8e      | Abd     | 13e     | 14e     | 13e     | 7e      | Abd     | 14e     | 13e     | 13e     | 11e     | Np      | Abd     | 11e     | 10e     | 20e     | Np      | 11e     | 29              | 8e         |
| 2016   | Haas F1 Team | Ferrari Type 061 V6 Turbo | Pirelli | Esteban Gutiérrez | Abd     | Abd     | 14e     | 17e     | 11e     | 12e     | 13e     | 16e     | 11e     | 16e     | 13e     | 11e     | 12e     | 13e     | 11e     | Abd     | 20e     | Abd     | 19e     | Abd     | 12e     | 29              | 8e         |

Légende : ici